# Gare de Heeley
La gare de Heeley ((en) : Heeley Station), est une ancienne gare ferroviaire du Royaume-Uni, de la « Midland Main Line ». Elle est située sur la « London Road » dans le quartier de Heeley à Chesterfield.
C'est une gare fermée et désaffectée.

## Situation ferroviaire
La gare de Heeley et située sur la ligne de Sheffield à Chesterfield, entre les gares de « Sheffield Midland » et « Millhouses ».

## Histoire
La première gare de Heeley, située sur la ligne de Sheffield à Chesterfield, construite de 1867 à 1870, est bâtie sur le site des ruines du « moulin Heeley », elle doit être inaugurée en 1869, mais le chantier de la voie prend du retard du fait de l'effondrement de la partie supérieure d'un tunnel et l'ouverture n'a lieu que le 2 février 1870.

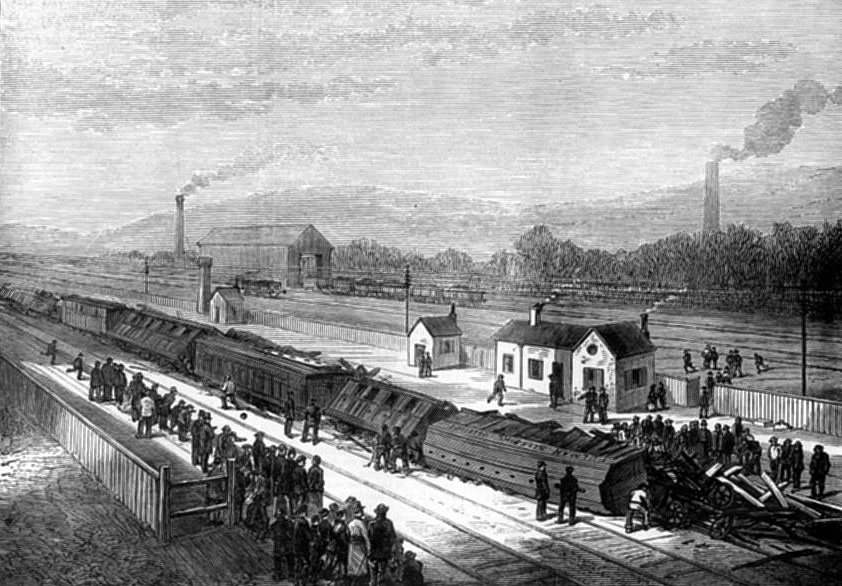
Accident de la Flying Écossais à Heeley Station

Un accident de chemin de fer a lieu, sur le site de la gare, le 22 novembre 1876, une gravure parue dans le London Nouvelles, en 1876, illustre l'accident ferroviaire.
Un tramways tiré par un cheval est inauguré le 29 octobre 1877, le tramway électrique apparait le 1er novembre 1900.
La gare de Heeley est fermée en juin 1968 , en même temps que toutes les gares de banlieues de la ligne. Le bâtiment voyageur subsiste (image infobox) et est utilisé par un marchand de pièces auto détachées. Le souterrain servant les quais et permettant l'accès à ceux-ci par « London Road » est toujours présent bien que ses entrées soient murées.